# Sukuta (West Coast Region)
Sukuta (Schreibvarianten: Sukuta Sanchaba oder Sukuta Sulay Jobe) ist eine Ortschaft im westafrikanischen Staat Gambia.
Nach einer Berechnung für das Jahr 2013 leben dort etwa 31.674 Einwohner, das Ergebnis der letzten veröffentlichten Volkszählung von 1993 betrug 16.667.

## Geographie
Sukuta befindet sich in der Verwaltungseinheit West Coast Region, Distrikt Kombo North, südlich des Flusses Gambia. Der Ort ist vor allem durch zwei große Campingplätze bekannt.

## Söhne und Töchter des Ortes
- Fabakary Cham († 2002), Politiker
- Amadou Colley (* 1962), Ökonom
- Lamin Jobe (1967–2021), Politiker, Diplomat und Handelsminister Gambias